# Perga bradleyi
Perga bradleyi – gatunek błonkówki z rodziny Pergidae.

## Taksonomia
Gatunek ten został opisany w 1939 roku przez Roberta Bensona. Jako miejsce typowe podano australijskie Góry Błękitne. Holotypem była samica.

## Zasięg występowania
Australia. Występuje w płd.- wsch. części kraju, w stanie Nowa Południowa Walia.